# XXX (série de filmes)
XXX (estilizado como xXx e pronunciado Triple X ) é uma série de filmes de ação e ficção de espionagem estadunidense criada por Rich Wilkes . É composto por três longas-metragens: XXX (2002), XXX: Estado de Emergência (2005) e XXX: Regresso de Xander Cage (2017), e um curta-metragem: O Capítulo Final: A morte de Xander Cage . A série arrecadou $ 694 milhões em todo o mundo.

## Filmes

### XXX(2002)
O filme foi lançado em 9 de agosto de 2002, estrelado por Vin Diesel como Xander Cage, um entusiasta de esportes radicais em busca de emoção, dublê e atleta rebelde que se tornou espião contra sua vontade da Agência de Segurança Nacional. Ele é enviado em uma missão perigosa para se infiltrar em um grupo  de potenciais terroristas russos na Europa Central . O filme também é estrelado por Asia Argento, Marton Csokas e Samuel L. Jackson . Foi dirigido por Rob Cohen, que anteriormente dirigiu Velozes e Furiosos (2001), no qual Diesel também estrelou.

### XXX: Estado da União(2005)
O filme foi lançado em 29 de abril de 2005, estrelado por Ice Cube como Darius Stone, um novo agente do programa Triple X, que é enviado a Washington, DC para acabar com a luta pelo poder entre os líderes nacionais.

### XXX: O Retorno de Xander Cage(2017)
O filme foi lançado em 20 de janeiro de 2017 e mostra o retorno de Diesel como Xander Cage, que sai do exílio auto-importo,considerado morto há muito tempo e entra em rota de colisão com o guerreiro alfa mortal e sua equipe, em uma corrida  para recuperar uma arma sinistra e imparável conhecida como Caixa de Pandora. Recrutando um novo grupo de pessoas em busca de emoção, Xander se vê envolvido em uma conspiração mortal que aponta para um conluio nos níveis mais altos dos governos mundiais.

### XXX 4(TBA)
Em setembro de 2018, foi anunciado que um quarto filme estava em desenvolvimento. O projeto será uma produção de joint venture, com The H Collective e iQiyi depois que o primeiro adquiriu os direitos de franquia da Revolution Studios . Há indícios que DJ Caruso retornará como diretor, enquanto Vin Diesel repetirá seu papel como Xander Cage. A produção estava programada para começar no início de 2019. Em novembro de 2018, Jay Chou e Zoe Zhang se juntaram ao elenco. O astro do rock e músico japonês Yoshiki será o compositor do filme.

## Curta-metragem

### O Capítulo Final: A Morte de Xander Cage(2005)
Incluído no DVD do primeiro filme do diretor de 2005, este é um curta de quatro minutos intitulado O capítulo final: A Morte de Xander Cage, que serve como uma prequel de XXX: Estado de Emergência, detalhando a suposta morte de Xander Cage antes do acontecimentos desse filme.
No curta-metragem, Xander é interpretado pelo dublê de Vin Diesel, Khristian Lupo (que não mostra o rosto ou fala), enquanto reutiliza algumas falas de arquivo ditas por Diesel. Ele também apresenta Leila Arcieri como Jordan King do primeiro filme e John G. Connolly como tenente-coronel Alabama "Bama" Cobb, um dos vilões de xXx: State of the Union que é o braço direito de Deckert, como o homem por trás do ataque a Xander.
A sequência começa com Xander dirigindo um carro com Jordan King. Ele para ao lado de seu prédio. King faz propostas sexuais para ele e eles ficam íntimos. De repente eles ouvem um barulho e Xander vai verificar. Os homens de Cobb aparecem e sequestram King. Eles plantam uma bomba no prédio e jogam o casaco dela na escada para enganar Xander até a sua morte. Depois de enfrentar um morador de rua, Xander volta ao prédio. Ele morde a isca deixada por Cobb e seus capangas e aparentemente é acertado por uma grande explosão. Seu casaco de marca registrada sobrevive à explosão. Cobb aparece e pega um pedaço de pele queimada do pescoço de Xander que tem a tatuagem do Triple X. Ele comenta "Pobre Xander, você nunca teve muito entre as orelhas." Seus homens o pegam e vão embora em seu carro. Os motivos de Cobb para matar Xander são óbvios; ele não quer que ele interfira nos planos de Deckert. " Feuer Frei " do Rammstein toca ao fundo durante a sequência.

## Elenco e equipe

### Elenco
| Characters                                     | Films                | Films                           | Films                           | Films      | Short film                   |
| Characters                                     | xXx                  | xXx - Estado de Emergência      | xXx - O Regresso de Xander Cage | xXx 4      | xXx - A Morte de Xander Cage |
| Characters                                     | 2002                 | 2005                            | 2017                            | TBA        | 2005                         |
| ---------------------------------------------- | -------------------- | ------------------------------- | ------------------------------- | ---------- | ---------------------------- |
| Xander Cage xXx                                | Vin Diesel           |                                 | Vin Diesel                      | Vin Diesel | Khristian Lupo               |
| Xander Cage xXx                                | Vin Diesel           | Vin Diesel (archive recordings) | Vin Diesel                      | Vin Diesel |                              |
| Agente NSA Augustus Eugene Gibbons             | Samuel L. Jackson    | Samuel L. Jackson               | Samuel L. Jackson               |            |                              |
| Darius Stone xXx                               |                      | Ice Cube                        | Ice Cube                        |            |                              |
| Toby Lee Shavers                               | Michael Roof         | Michael Roof                    |                                 |            |                              |
| Jordan King                                    | Leila Arcieri        |                                 |                                 |            | Leila Arcieri                |
| Alabama "Bama" Cobb                            |                      | John G. Connolly                |                                 |            | John G. Connolly             |
| Yorgi                                          | Martin Csokas        |                                 |                                 |            |                              |
| Yelena                                         | Asia Argento         |                                 |                                 |            |                              |
| Milan Sova                                     | Richy Müller         |                                 |                                 |            |                              |
| Kirill                                         | Werner Daehn         |                                 |                                 |            |                              |
| Kolya                                          | Petr Jákl            |                                 |                                 |            |                              |
| Viktor                                         | Jan Pavel Filipensky |                                 |                                 |            |                              |
| Senador do Estado da California Dick Hotchkiss | Tom Everett          |                                 |                                 |            |                              |
| El Jefe                                        | Danny Trejo          |                                 |                                 |            |                              |
| Agente NSA Jim McGrath                         | Thomas Ian Griffth   |                                 |                                 |            |                              |
| J.J.                                           | Eve                  |                                 |                                 |            |                              |
| Agent NSA Roger Donnan                         | William Hope         |                                 |                                 |            |                              |
| Ivan Pedgrag                                   | Radek Tomecka        |                                 |                                 |            |                              |
| Ivan Podrov                                    | Martin Hub           |                                 |                                 |            |                              |
| General George Deckert                         |                      | Willem Dafoe                    |                                 |            |                              |
| Agente NSA Kyle Christopher Steele             |                      | Scott Speedman                  |                                 |            |                              |
| Presidente E.U. James Sanford                  |                      | Peter Strauss                   |                                 |            |                              |
| Zeke                                           |                      | Xzibit                          |                                 |            |                              |
| Charlie Mayweather                             |                      | Sunny Mabrey                    |                                 |            |                              |
| Lola Jackson                                   |                      | Nona Gaye                       |                                 |            |                              |
| Agente NSA Meadows                             |                      | Ramon De Ocampo                 |                                 |            |                              |
| Xiang XXX                                      |                      |                                 | Donnie Yen                      |            |                              |
| Serena Unger XXX                               |                      |                                 | Deepika Padukone                |            |                              |
| Becky Clearidge                                |                      |                                 | Nina Dobrev                     |            |                              |
| Adele Wolff                                    |                      |                                 | Ruby Rose                       |            |                              |
| Talon                                          |                      |                                 | Tony Jaa                        |            |                              |
| Jane Marke                                     |                      |                                 | Toni Collette                   |            |                              |
| Harvard "Nicks" Zhou                           |                      |                                 | Kris Wu                         |            |                              |
| Tennyson "Torch"                               |                      |                                 | Rory McCann                     |            |                              |
| Diretor da CIA Anderson                        |                      |                                 | Al Sapienza                     |            |                              |
| Gina Roff                                      |                      |                                 | Ariadna Gutiérrez               |            |                              |
| Hawk                                           |                      |                                 | Michael Bisping                 |            |                              |
| Ainsley                                        |                      |                                 | Hermione Corfield               |            |                              |
| Red Erik                                       |                      |                                 | Andrey Ivchenko                 |            |                              |
| Neymar Jr. XXX                                 |                      |                                 | Neymar                          |            |                              |

| Filme                       | Diretor      | Escritoras) | Produtor(es)                                           | Cinematográfico | Música                      | Editor(es)                                     |
| --------------------------- | ------------ | --- | ------------------------------------------------------ | --- | --------------------------- | ---------------------------------------------- |
| XXX                         | Rob Cohen    | Rich Wilkes | Neal H. Moritz                                         | Dean Semler | Randy Edelman               | Chris Lebenzon Joel Negron Paul Rubell         |
| XXX: Estado da Emergência   | Lee Tamahori | Simon Kinberg | Neal H. Moritz Arne L. Schmidt                         | David Tattersall | Marco Beltrami              | Mark Goldblatt Todd E. Miller Steven Rosenblum |
| XXX: Retorno de Xander Cage | DJ Caruso    | F. Scott Frazier | Joe Roth Jeff Kirschenbaum Vin Diesel Samantha Vincent | Russel Carpenter | Brian Tyler Robert Lydecker | Jim Page Vince Filippone                       |
| XXX 4                       | DJ Caruso    | data-sort-value="" style="background: #DDF; color: #2C2C2C; vertical-align: middle; text-align: center; " class="no table-no2" \| ASA | Joe Roth Jeff Kirschenbaum Vin Diesel Samantha Vincent | Yoshiki\| data-sort-value="" style="background: #DDF; color: #2C2C2C; vertical-align: middle; text-align: center; " class="no table-no2" \| ASA |                             |                                                |

| Filme                       | Data de lançamento    | Receita de bilheteria | Receita de bilheteria | Receita de bilheteria | Classificação de bilheteria | Classificação de bilheteria | Orçamento      | Referência |
| Filme                       | Data de lançamento    | América do Norte      | De outros territórios | No mundo todo         | Tempo todo América do Norte | Tempo todo no mundo todo    | Orçamento      | Referência |
| --------------------------- | --------------------- | --------------------- | --------------------- | --------------------- | --------------------------- | --------------------------- | -------------- | ---------- |
| XXX                         | 9 de agosto de 2002   | $ 142.109.382         | $ 135.339.000         | $ 277.448.382         | #334                        | #416                        | $ 70 milhões   | [ 9 ]      |
| XXX: Estado da União        | 29 de abril de 2005   | $ 26.873.932          | $ 44.148.761          | $ 71.022.693          | #2.675                      | N/A                         | $ 60 milhões   |            |
| XXX: Retorno de Xander Cage | 20 de janeiro de 2017 | $ 44.898.413          | $ 301.065.438         | $ 345.963.851         | #1.750                      | #322                        | US$ 85 milhões | [ 11 ]     |
| Total                       | Total                 | $ 213881727           | $ 480553199           | $ 694434926           |                             |                             | $ 215 milhões  | [ 1 ]      |

### Resposta crítica e pública
| Filme                       | Tomates podres        | Metacrítico         | CinemaScore |
| --------------------------- | --------------------- | ------------------- | ----------- |
| XXX                         | 48% (179 comentários) | 48 (33 comentários) | A−          |
| XXX: Estado da Emergência   | 17% (137 comentários) | 37 (31 comentários) | B+          |
| XXX: Retorno de Xander Cage | 45% (140 avaliações)  | 42 (25 comentários) | A−          |

O primeiro filme recebeu opniões mistas da crítica. Roger Ebert chamou de "tão bom quanto um filme de James Bond". Adam Smith, da revista Empire, chamou o filme de "esporadicamente divertido, mas seriamente prejudicado por um roteiro muito instável" e classificou-o com três de cinco estrelas. O filme foi indicado ao Prêmio Razzie de Filme Mais Flatulento para Adolescentes, mas perdeu para Jackass: O Filme .
O segundo filme da série foi bombardeado pelos críticos, Boo Allen do Denton Record Chronicle chamou-o de "um herói de ação gordinho, ranzinza e incompreensível". Brian Orndorf, do FilmJerk.com, comparou assistir ao filme a correr "de cabeça em alta velocidade contra uma parede de tijolos". David Hiltbrand, do Philadelphia Inquirer, disse que "o enredo oscila entre pateticamente implausível e agressivamente estúpido". Alguns críticos gostaram do filme. Owen Gleiberman, da Entertainment Weekly, chamou-o de "aquele filme B raro que está enraizado em agitações intestinais de poder e retaliação". Paul Arendt, da BBC, disse: "Visto em seus próprios termos inúteis, é um sucesso brilhante".
O terceiro filme recebeu opniões mistas da crítica. Dan Jolin, da revista Empire, disse: "Já vimos todas essas acrobacias feitas antes e as vimos melhores, mas há algum prazer aqui - mesmo que seja do tipo extremamente culpado". cinco estrelas. Andrew Lapin, da Uproxx, deu uma crítica negativa ao filme, dizendo: "Há um argumento intelectual a ser feito em favor da franquia Velozes e Furiosos, que apresenta diversos elencos, tramas operísticas e cenários de desenhos animados que muitas vezes parecem que uma criança os montou fora dos conjuntos Hot Wheels. xXx tem como objetivo uma barra muito mais baixa, esforçando-se apenas para ser comercializável, não inventivo. A série não está mais interessada em imitar James Bond, carecendo de um invenção decente ou supervilão e muitas vezes destacando os ajudantes às custas do próprio Xander."

## Videogames
Um videogame com Xander Cage foi produzido para Game Boy Advance, lançado na América do Norte e Europa em 2002. O jogo GameBoy Advance recebeu uma classificação ''E'' na América do Norte e 3+ na Europa, ao contrário da classificação PG-13 do filme. Em 2004, um jogo XXX estava em desenvolvimento para o Xbox pela Warthog Games, mas foi cancelado; um protótipo vazou no site do Hidden Palace em fevereiro de 2022.